# Los güebones
Los güebones es una serie de Internet española de ficción y género humorístico, compuesta por sketches de corta duración, subida a la red en mayo del 2001 como contenido humorístico en la página web de Canal+, en un primer momento producida por www.plus.es Archivado el 27 de septiembre de 2010 en Wayback Machine. en colaboración con Four Luck Banana, pasando tras la emisión de un año a ser gestionada en su nueva dirección www.guebones.com, dirección en la que ha permanecido hasta la actualidad, y producida por Luis Guridi. 

## Descripción
Se trata de pequeñas piezas de humor que intentan reflejar a individuos que utilizan sus páginas web para comunicarse con el resto del mundo, casi siempre interpretadas por un único actor, César Sarachu. Un cura que te ofrece la posibilidad de pecar por ti, Yapecoyoportí.com, un daltónico amnésico, un hombre que lee las esquelas en seresqueridos.com o un mayorista que ofrece las novedades a los vendedores de droga de las puertas de los colegios son algunos ejemplos de esta serie. En un Internet que daba sus primeros pasos, Los güebones se convirtió en uno de los primeros casos de Video viral, es decir, de piezas que se mueven por la red a través de los envíos de los propios usuarios, alcanzando en esos primeros momentos cifras récord de visitas o de visionados, difíciles de cuantificar por el desorden de los primeros portales de vídeo, y dada la cantidad de copias diferentes de la misma pieza que los usuarios realizaban para subir a sus propias páginas a Youtube o portales de humor propios, limitados siempre al mundo de habla hispana. La pieza más vista ha sido sin duda Yapecoyoporti, y también la más descargada, pudiéndose encontrar en ocasiones hasta cuarenta piezas del mismo vídeo colgadas simultáneamente en un mismo portal. Algunas de estas copias rondaron el millón de visitas.

## Historia
Las piezas fueron encargadas en el año 2001 por Plus.es para sustituir las piezas de humor de Javier Fesser, Javi y Lucy, que venían rellenando la página de humor de este portal. Pasado un año, las piezas volvieron a manos de Luis Guridi, quien las aloja en el sitio www.guuebones.com. En el año 2004 Jazztel encargó una serie de videos para una campaña de marketing viral. Producidas en este caso por 2c's, se hicieron un buen número de piezas de las que solo se seleccionaron cuatro para la campaña. El resto fue consideradas por el equipo como la segunda temporada de Los güebones. En 2005 Cocacola encargó otra serie para su campaña veraniega del «Wooo». En este caso, la agencia de publicidad y la marca de bebidas utilizaron todas las piezas grabadas. En el año 2008 se prepararon nuevos guiones y se grabaron dieciséis piezas nuevas, que a día de hoy permanecen todavía inéditas. En el año 2011 se decidió hacer una limpieza y se pidió la retirada de Youtube de cerca de cincuenta versiones de las piezas, agrupándolas en el portal www.Guebones.com, donde se intentó poner en marcha un crowfounding inverso, pero con resultado infructuoso.

## Equipo
Los güebones fueron producidos por distintas productoras, pero con un equipo constante de fieles a este producto. Así, la participación de César Sarachu es, según han manifestado en muchas ocasiones, más que la mera actuación; o la de los guionistas Montero y Maidagán, verdaderos artífices del tono de Los güebones; o de José Moreno «Moti», responsable de dar ese toque de luz cutre y ramplón; o Pedro Son, responsable del sonido tan característico de estas piezas, etc. «Los güebones son la suma del esfuerzo de todos los que los hacemos», dice Luis Guridi en su página Luis Guridi (enlace roto disponible en Internet Archive; véase el historial, la primera versión y la última)..

## Página externa
- www.guebones.com